# أليمامي جوري
اليمامي جوري (بالإنجليزية: Alimami Gory) (من مواليد 30 أغسطس 1996) هو لاعب كرة قدم فرنسي محترف يلعب كمهاجم لنادي باريس، على سبيل الإعارة من نادي سيركل بروج البلجيكي.